# Блэйс, Питер
Питер Блэйс (англ. Peter Blais; р. Оттава, Канада) — канадский актёр. Известен по ролям в сериалах «Пси Фактор: Хроники паранормальных явлений», «Сделано в Канаде», «Война миров», «Поместье маньяка», «За гранью реальности», «Альфред Хичкок представляет», и других. Знаком с Дэном Эйкройдом с университетской скамьи — они вместе учились в университете Карлингтона и даже играли в спектаклях любительского театра.
В 1999 году был номинирован на премию «Джемини» в категории «Лучший актёр второго плана в драматическом сериале».

## Избранная фильмография
- Пси Фактор: Хроники паранормальных явлений — Lennox «L.Q.» Cooper
- Пари (1998) — Виктор
- Снежные ангелы (2007) — мистер Айзенстат